# Leptometopa coquilletti
Leptometopa coquilletti är en tvåvingeart som först beskrevs av Friedrich Georg Hendel 1907.  Leptometopa coquilletti ingår i släktet Leptometopa och familjen sprickflugor. Inga underarter finns listade i Catalogue of Life.